# 블랙스톤 호텔
블랙스톤 호텔(영어: The Blackstone Hotel)은 일리노이주 시카고의 시카고루프 지역 지구에 있는 미시간 대로 역사 지구의 미시간 애비뉴와 발보 드라이브가 만나는 코너에 있는 유서 깊은 290-피트 (88 m) 21층 규모의 호텔이다. 1908년에서 1910년 사이에 지어졌으며, 미국 국립사적지에 등재되어 있다. 블랙스톤은 수많은 미국 대통령을 포함한 유명인사를 초청한 것으로 유명하며, 20세기 대부분 동안 "대통령의 호텔"로 알려져 있었고, 정치 용어인 "연기 자욱한 방"을 탄생시키는 데 기여했다.

## 역사

### 초기
호텔과 인접한 블랙스톤 극장은 1908년에 철도 백만장자 티모시 블랙스톤의 저택이 있던 자리에 지어졌다. 소유주는 블랙스톤의 전 사업 파트너이자 호텔 거물인 존 드레이크의 아들인 존과 트레이시 드레이크 형제였다. 존과 트레이시 드레이크는 또한 호화로운 드레이크 호텔을 개발했다. 개업 당시 호텔과 극장은 미시간 애비뉴와 허버드 코트(처음에는 7번가로, 나중에는 발보 드라이브로 이름이 변경됨)에 있는 시카고 극장 지구의 남쪽 가장자리에 위치했다.
호텔은 1910년 4월 6일에 개업했다. 호텔의 이름은 시카고의 저명한 사업가이자 정치인이었던 티모시 블랙스톤의 이름을 딴 것으로, 그는 유니언 스톡 야즈의 창립 사장, 시카고 앤 앨턴 철도의 사장, 라살레 시장을 역임했다. 1908년부터 1910년까지 지어졌으며, 마셜 앤 폭스가 설계했다. 원래 건설에는 드레이크 호텔 회사의 60만 달러에서 75만 달러의 채권 발행을 포함하여 150만 달러(1910년 기준으로 2022년 $4166만에 해당)의 자본이 투입되었다.

### 이후
1920년대에 드레이크 호텔 회사는 드레이크 호텔 건설을 위한 부채 연장을 포함한 일부 재정 협정을 맺었다. 그들은 1927년에 블랙스톤 호텔을 한 대출의 담보로 사용했다. 1929년 월 스트리트 대폭락은 호텔 산업에도 파급되어, 시카고 타이틀 앤 트러스트 컴퍼니는 30개의 시카고 호텔을 수신 상태로 만들었고 드레이크는 1932년에 채무 불이행을 하게 되었다. 호텔은 담보를 보유한 메트로폴리탄 라이프에 소유권이 넘어갔다. 메트라이프는 1936년에 블랙스톤을 호텔리어 아놀드 커케비에게 임대했고, 커케비는 1941년에 호텔을 완전히 사들였다. 커케비는 1954년에 호텔을 쉐라톤 호텔에 매각했고, 호텔은 쉐라톤-블랙스톤 호텔로 이름이 변경되었다. 1960년대 후반에는 주변 지역이 쇠퇴하면서 호텔이 어려움을 겪었고, 쉐라톤은 마침내 1973년 9월 12일에 지역 호텔리어 마크 프리드먼에게 5백만 달러에 매각했다. (1973년 기준으로 2022년 $2915만에 해당) 호텔은 다시 블랙스톤 호텔이 되었다. 1995년, 블랙스톤은 마하리시 마헤쉬 요기에게 매각되었다. 1995년은 또한 재즈 쇼케이스가 호텔에서 14년간 운영을 마친 해였다.
1998년 5월 29일, 블랙스톤 호텔은 시카고 랜드마크로 지정되었다. 호텔은 1986년 5월 8일에 미국 국립사적지에 추가되었다. 또한 시카고 랜드마크인 미시간 대로 역사 지구의 역사 지구 기여 자산이기도 하다.

### 폐쇄
호텔은 1999년 검사에서 미국 산업안전보건청 건물 검사관이 안전 문제를 발견한 후 2000년에 폐쇄되었다. 마하리시 마헤쉬 요기가 운영하는 건물의 소유주인 헤븐 온 어스 인스 코퍼레이션은 여러 옵션을 검토한 후 2001년에 루블로프에 부동산을 매각했고, 루블로프는 건물을 최대 850만 달러(2001년 기준으로 2022년 $1242만에 해당)에 달하는 콘도미니엄으로 전환할 계획을 발표했다. 루블로프의 계획은 재정적 어려움과 블랙스톤 콘도 구매자에 대한 시장 부진으로 성공하지 못했다. 두 차례의 가격 인하조차 콘도 기회에 대한 관심을 유도하기에 충분하지 않았고, 마하리시 마헤쉬 요기의 비영리 단체는 자금을 조달할 수 없었다.

### 복원
2005년에 호텔은 매리어트 인터내셔널/르네상스 호텔과 덴버에 본사를 둔 세이지 호스피탈리티 간의 계약으로 2007년 개장을 목표로 1억 1200만 달러의 리모델링 및 인수(예상 1억 1200만 달러 중 2200만 달러는 인수에 관련된 비용)를 거치게 될 것이라고 발표되었다. 세이지는 콘도 전환이 시도되기 훨씬 전부터 이 부동산에 관심을 가지고 있었다. 호텔 복원 과정은 광범위한 내부 손상으로 인해 상당히 길었다. 세이지는 시카고 지역 개발 위원회로부터 2200만 달러의 조세 증가 재정을 요청했다. 그들은 결국 1800만 달러의 조세 증가 재정을 승인받았다. 복원 최종 비용은 1억 2800만 달러였으며, 이 중 시카고시는 장식용 테라코타 1만여 개의 복원 및 재주조를 포함한 거리 정면 개선에 1350만 달러를, 건물이 역사적 랜드마크이기 때문에 연방 역사 세금 공제를 제공했다. 시카고 랜드마크 지위는 시카고 랜드마크 위원회의 리모델링 감독을 필요로 했다.

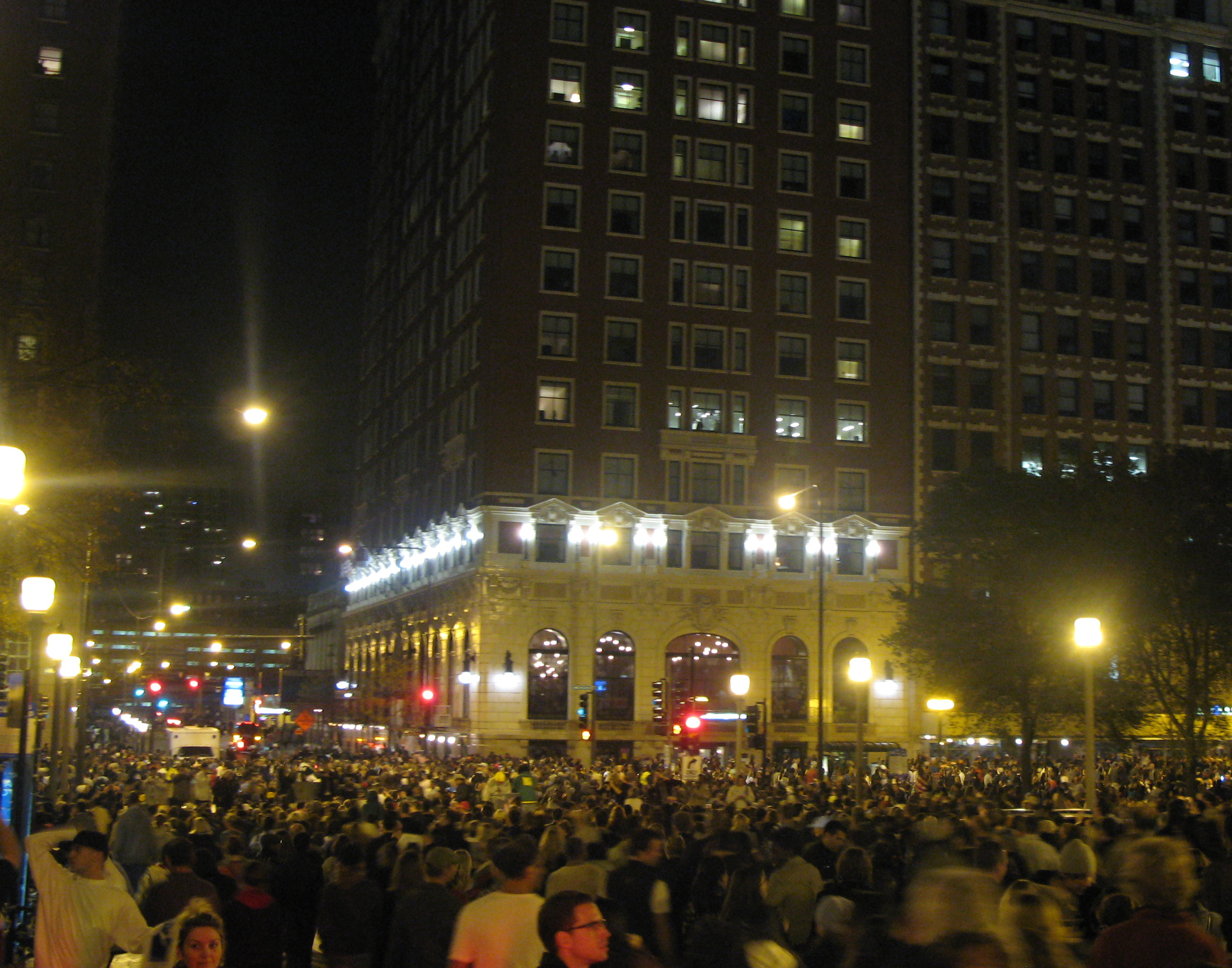
블랙스톤 호텔 외부 미시간 애비뉴를 따라 버락 오바마의 2008년 대선 승리 연설 후 그랜트 공원을 떠나는 군중의 모습

새롭게 복원된 르네상스 블랙스톤 호텔은 2008년 3월 2일에 일반에 재개장했으며, 2008년 4월 30일에 리본 커팅식과 함께 성대한 재개장 기념행사를 가졌다. 복원에 참여한 다른 당사자들은 지역 건축가 뤼시앙 라그랑주와 호텔 인테리어 디자인, 개발 및 조달 회사인 게티스였다. 제임스 맥휴 건설 회사가 건설을 담당했다. 외관 리노베이션을 담당한 엔지니어링 회사는 일리노이주에 기반을 둔 위스, 재니, 엘스트너 어소시에이츠 주식회사였다.
복원 결과 332개의 객실, 12개의 스위트룸, 그리고 13,230 제곱피트 (1,229 m2)의 회의 공간을 갖게 되었다. 21층 규모의 호텔은 현재 헬스 클럽, 비즈니스 센터, 야외 좌석 공간을 갖춘 길가 카페를 갖추고 있다. 복원 과정의 일환으로 벽등과 샹들리에가 복원되었다. 황동 부속품, 여러 상, 원래의 샹들리에와 같은 많은 세부 사항들이 팔려나갔었다. 그러나 세이지는 그 중 많은 것을 이베이에서 재구매하고 다른 많은 것을 재제작할 수 있었다. 호텔의 화려한 테라코타 외관을 포함한 주요 역사적 외관이 완전히 복원되었다. 모든 객실 층은 재구성되고 극적으로 확장되었다. 일부는 이 복원을 "화려하다"고 평가했다.
복원 중 보존된 객실은 두 개뿐이었다. 유명한 9층 "연기 자욱한 방"과 원래 10층의 대통령 스위트룸이었다. 이 두 방은 원래의 바닥, 벽난로, 구조 형태를 유지했다. 그러나 대통령 스위트룸의 유명한 벽난로 뒤 비밀 통로—대통령이 호텔 동쪽 계단실을 통해 눈에 띄지 않게 나갈 수 있게 해주었던—는 옷장 공간으로 변경되었다. 리노베이션에서 살아남지 못한 주목할 만한 특징으로는 이발소가 있는데, 이는 "이발소"라는 이름의 대여 가능한 회의실로 변경되었고, 극장은 블랙스톤의 바와 레스토랑으로 변경되었다.
2017년 6월 7일, 블랙스톤은 매리어트의 르네상스 호텔 부문에서 오토그래프 호텔 부문으로 이전되었고, 역사적인 이름인 블랙스톤 호텔로 돌아왔다. 이 전환에는 호텔의 모습을 역사와 현대적인 느낌으로 업데이트하기 위한 리노베이션이 포함되었는데, 객실, 회의 공간 및 로비의 부드러운 가구들을 되살렸다. 호텔은 이전에 티모시 블랙스톤의 이름을 딴 티모시스 허치(Timothy's Hutch)라는 로비 바를 특징으로 했다.

## 호텔과 정치
블랙스톤 호텔은 "대통령의 호텔"이라는 별명을 얻었다. 한때 시카고 최고의 고급 호텔 중 하나로 여겨졌으며, 20세기 미국 대통령 12명이 이 호텔에 머물렀다. 또한 블랙스톤은 다른 두 미국 도시보다 더 많은 미국 대통령 후보 지명 전당대회(26회)를 개최한 도시로서 시카고 역사에 한 부분을 차지하게 되었으며, 이는 1860년 공화당 전당대회가 위그웜에서 개최된 것까지 거슬러 올라간다. 호텔에는 대통령을 위한 특별한 방이 있는데, 이 방은 미국 비밀경호국이 활동할 수 있도록 벽을 비워 호텔 나머지 부분과 분리되어 있었다. 1920년, 워런 G. 하딩은 블랙스톤에서 공화당 대통령 후보로 선출되었다. 전당대회는 시카고 콜리시엄에서 열렸지만, 공화당 지도자들은 6월 11일 밤 블랙스톤에 모여 합의에 도달했다. 유나이티드 프레스의 레이몬드 클래퍼가 의사 결정 과정을 보도하면서, 기자는 그것이 "연기 자욱한 방"에서 이루어졌다고 언급했다. 이 문구는 미국 정치 용어로 심사를 받지 않는 정치 과정을 의미하게 되었다.
또한 블랙스톤은 프랭클린 D. 루스벨트의 1940년 민주당 대통령 3선 지명이 이루어진 곳이자, 해리 S. 트루먼이 1944년 민주당 부통령 후보 지명을 받은 곳, 드와이트 D. 아이젠하워가 1952년 공화당 대통령 후보 지명 소식을 들은 곳이다. 총 12명 이상의 미국 대통령이 방문했는데, 그들은 시어도어 루스벨트, 윌리엄 하워드 태프트, 우드로 윌슨, 워런 G. 하딩, 캘빈 쿨리지, 허버트 후버, 프랭클린 루스벨트, 해리 트루먼, 드와이트 아이젠하워, 존 F. 케네디, 리처드 닉슨, 그리고 지미 카터이다. 케네디는 방문 중에 쿠바 미사일 위기에 대해 통보받았다.

## 건축
블랙스톤 호텔은 마셜 앤 폭스의 건축가 벤저민 마셜이 1909년에 설계했다. 마셜이 건물을 설계한 정확한 양식에 대해서는 자료마다 차이가 있다. 시카고시 기획개발부 랜드마크 부서에 따르면, 호텔의 외부와 내부는 신고전주의 보자르 건축의 훌륭한 예시로 간주된다. 건물의 미국 국립사적지 등재 신청서에는 건물이 뚜렷한 제2제정 양식으로 분류되어 있다. 그러나 이 두 양식은 관련이 있으며, 블랙스톤 호텔은 두 학파의 요소를 모두 보여준다. 디자인은 마셜의 파리 여행에 영향을 받았으며, 그는 그 후 호텔을 완성했다.
블랙스톤은 22층의 직사각형 구조이며, 강철 구조 프레임은 타일과 석고 방화 처리되어 있다. 외관 남쪽과 동쪽(전면) 입면에는 분홍색 화강암으로 된 1층 높이의 기초가 있으며, 높은 아치형 개구부가 있고, 붉은 벽돌과 테라코타로 장식된 건물 샤프트를 지지한다. 화강암 기초 위에는 흰색 유약 테라코타로 된 4개 층이 있다. 한때 로비, 무도회장, 레스토랑으로 자연 채광을 쏟아붓던 2층과 3층의 큰 창문은 1982년 9월 22일부터 1999년 11월 11일까지 17년간 시카고에서 공연된 시어 매드니스의 본거지였던 메이페어 극장을 위해 대부분 가려졌다. 건물 대부분은 흰색 테라코타 창문 테두리로 점점이 박힌 붉은 벽돌의 12층 샤프트로 솟아 있으며, 이 부분 위에는 테라코타 벨트 코스와 붉은 벽돌로 된 2개 층이 있다. 이 위로 원래 디자인에는 중간 테라코타 코니스가 있었고 그 위에는 주철 난간이 있었다. 이것은 제거되고 건물 나머지 부분과 같은 높이의 붉은 벽돌과 흰색 유약 벽돌로 대체되었다. 맨사드 지붕은 원래 둘레에 작은 첨탑으로 장식되어 있었고, 매우 높은 기대 2개가 있었다.

## 대중문화에서
블랙스톤은 유명인사 손님과 정치 용어에 기여한 것 외에도 대중문화에 자리를 잡고 있다. 영화에서 사용된 예로는 브라이언 드 팔마 감독의 영화 언터처블 (1987년 영화)에서 알 카포네가 야구 방망이로 손님의 머리를 부수는 연회 장면, 허드서커 대리인의 파티 장면, 톰 크루즈가 컬러 오브 머니에서 풀 토너먼트 전에 머무는 장면 등이 있다. 또한 1996년에서 2000년까지 방영된 TV 시리즈 얼리 에디션은 이 건물을 배경으로 하며, 호텔에 사는 남자(카일 챈들러)가 하루 먼저 신문을 받는 이야기를 다루었다.
이 호텔은 테네시 윌리엄스의 희곡 뜨거운 양철지붕 위의 고양이와 이에 따른 영화의 주요 줄거리 부분으로 언급된다.

## 같이 보기
- 블랙스톤 도서관
- 시카고 건축

## 참고 문헌
- Berger, Miles L. (1992). 《They Built Chicago: Entrepreneurs Who Shaped a Great City's Architecture》. Chicago: Bonus Books. ISBN 0-929387-76-7.